# The Mad Ghoul
The Mad Ghoul (titlu original: The Mad Ghoul) este un film SF de groază american din 1943 regizat de James P. Hogan. În rolurile principale joacă actorii David Bruce, Evelyn Ankers, George Zucco.

## Distribuție
- George Zucco – Dr. Alfred Morris
- David Bruce – Ted Allison / The Mad Ghoul
- Evelyn Ankers – Isabel Lewis
- Robert Armstrong – Ken McClure
- Turhan Bey – Eric Iversen
- Milburn Stone – Macklin
- Andrew Tombes – Eagan
- Rose Hobart – Della
- Addison Richards – Gavigan
- Charles McGraw – Garrity
- Gus Glassmire – Caretaker
- Lillian Cornell -singing for Evelyn Ankers (voce) (nemenționat)
- Bess Flowers - Woman in Audience (nemenționat)
- Hans Herbert - Attendant (nemenționat)
- Lew Kelly - Stagehand (nemenționat)
- Isabel La Mal - Maid (nemenționat)
- Mike Lally - Reporter (nemenționat)
- Gene O'Donnell - Radio Reporter (nemenționat)